# Cratere Tarpeia
Tarpeia è un cratere sulla superficie di 4 Vesta.